# 甲酸亚铊
甲酸亚铊是Tl+的甲酸盐，化学式为HCOOTl，或写成TlHCO2。它可由硫酸亚铊和甲酸钡的反应制得。

## 性质
甲酸亚铊对热不稳定，在113~300℃分解，产生氢氧化亚铊，之后于300~350℃脱水产生氧化亚铊。继续加热（350~545℃）则氧化为三氧化二铊。
HCOOTl → TlOH + CO↑
2 TlOH → Tl2O + H2O
Tl2O + O2 → Tl2O3